# 南霍利迪城 (新澤西州)
南霍利迪城（英語：South Holiday City）是位於美國新澤西州海洋縣的普查規定居民點。

## 人口
根據2020年美國人口普查的數據，南霍利迪城的面積為4.92平方千米，當中陸地面積為4.87平方千米，而水域面積為0.05平方千米。當地共有人口4124人，而人口密度為每平方千米838.21人。